# Wiltrud Urselmann
Wiltrud Urselmann, née le 12 mai 1942 à Krefeld, est une nageuse allemande spécialiste de la brasse.

## Carrière
Elle remporte sa première médaille internationale lors des championnats d'Europe de natation 1958 avec le bronze sur le 200 m brasse en 2 min 53 s 08.
Aux Jeux olympiques d'été de 1960 à Rome, elle est médaillée d'argent sur le 200 m brasse derrière la Britannique Anita Lonsbrough. Quatre ans plus tard, aux Jeux olympiques de Tokyo, elle ne réussit pas à se qualifier pour la finale du 200 m brasse.
En 1962, elle est championne d'Allemagne en 200 m brasse.

## Distinctions
- 1957 : Personnalité sportive allemande de l'année[3]